# Max Cahner
Max Cahner i Garcia, né à Bad Godesberg (actuellement un district de Bonn), en Allemagne le 3 décembre 1936, et mort à Barcelone, le 14 octobre 2013, est un éditeur, homme politique et historien de la littérature espagnol, catalan.

## Biographie
Diplômé en chimie et docteur en philosophie et lettres de l'université de Barcelone, il participe au mouvement étudiant antifranquiste. En 1964, il est expulsé d'Espagne en raison de son activisme en faveur du nationalisme catalan, mais est professeur de littérature catalane à l'université de Barcelone partir de 1975.
Avec Ramon Bastardas, il est à l'origine du renouveau de la revue culturelle Serra d'Or à partir de 1959. En 1961, il fonde Edicions 62, le principal éditeur d'œuvres en langue catalane durant le franquisme, qu'il dirige jusqu'en 1969. Il participe à de nombreuses autres initiatives de promotion de la culture catalane comme la Gran Enciclopèdia Catalana, le Congrès de culture catalane (1975) ou la campagne català al carrer. Il œuvre pour renforcer les liens culturels et politiques avec le Pays valencien et promouvoir le concept de pays catalans.
Sur le plan politique, il est l'un des fondateurs de Nacionalistes d'Esquerra. Entre 1980 et 1984, il est conseiller de culture (équivalent de ministre) de la Généralité de Catalogne. Il est également commissaire du projet de Théâtre national de Catalogne jusqu'à sa démission en 1992, en raison de divergences avec Josep Maria Flotats. En 1994, il quitte CDC et fonde son propre parti, Acció Catalana.
En 1996, il reçoit la Creu de Sant Jordi.

## Œuvres
- Epistolari del Renaixement (1977-78)
- Diccionari etimològic i complementari de la llengua catalana de Joan Coromines (collaborateur et éditeur)
- Gran Geografia Comarcal de Catalunya (1981-1985), directeur
- Onomasticon Cataloniae de Joan Coromines (1989-1994, collaborateur)
- Literatura de la Revolució i la Contrarevolució (1789-1849) (1998-2003)